# Cala Agulla
Cala Agulla (kastilisch Cala Guyá) ist die Bezeichnung einer Bucht mit einem Sandstrand sowie die eines angrenzenden Ortsteils von Cala Rajada im Nordosten der spanischen Baleareninsel Mallorca.

## Lage und Beschreibung

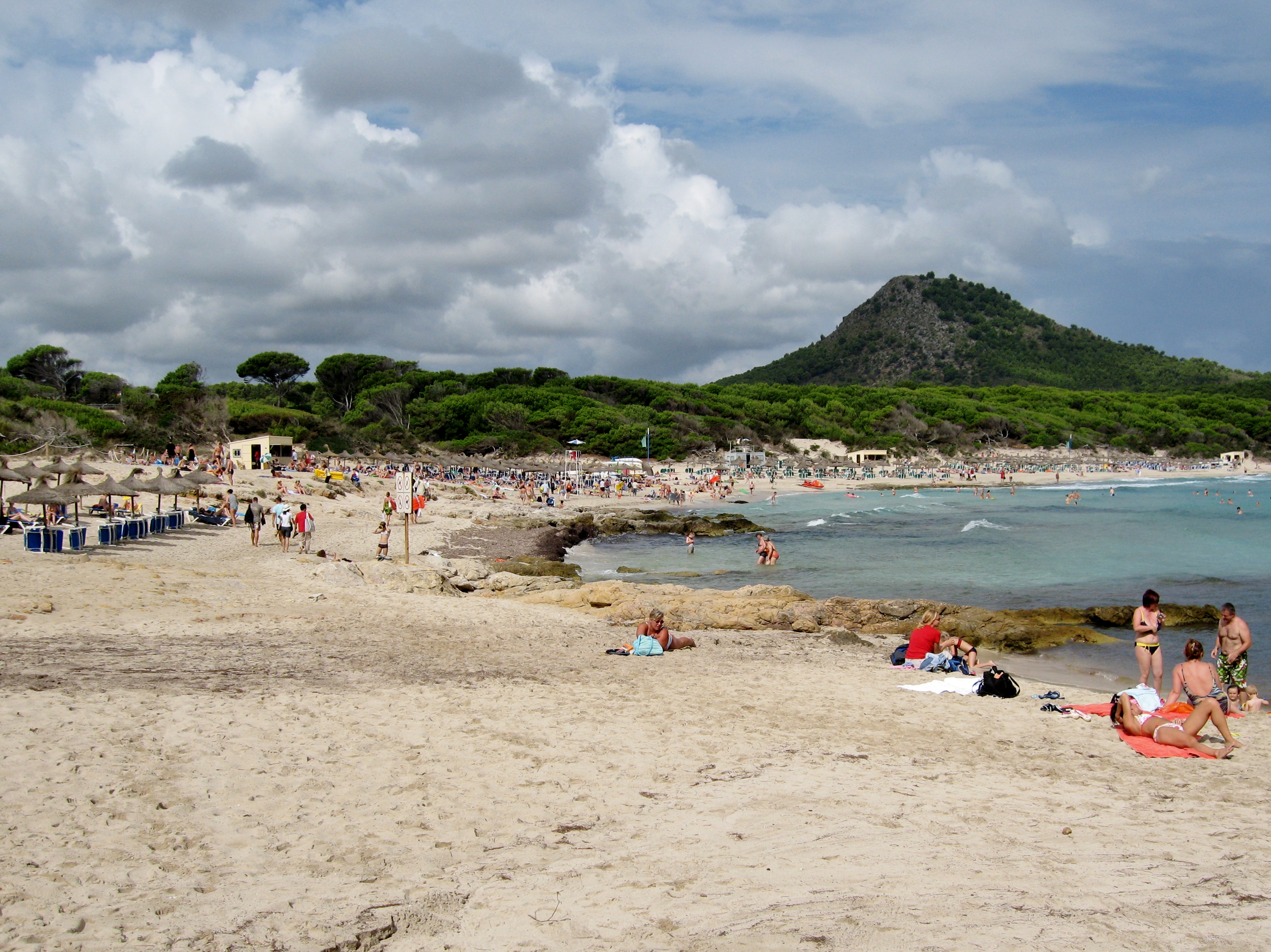
Strand der Cala Agulla

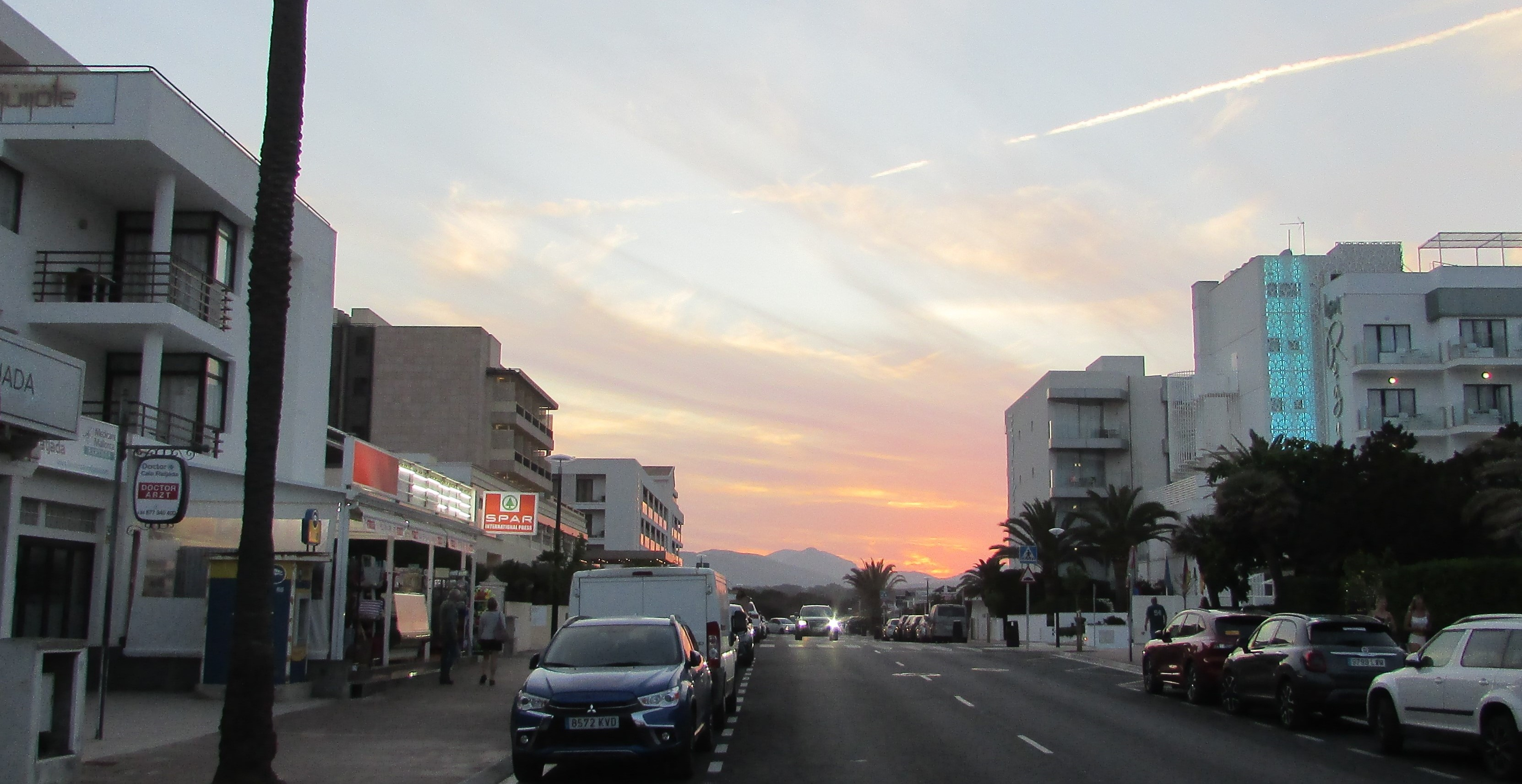
Strasse zur Bucht

Die Bucht der Cala Agulla ist nur an der Südostseite bebaut, einer Siedlung (Urbanisation) meist aus Hotels und Geschäften, die den Namen der Bucht führt, und inzwischen mit dem Hauptort Cala Rajada zusammengewachsen ist. Der feinsandige Sandstrand an der Westseite wird vollständig von einem Wald aus Aleppo-Kiefern eingerahmt, der sich auf einem Dünengebiet ausgebreitet hat. Das Gebiet wurde als „Naturgebiet von besonderem Wert“ (Àrea natural d’especial interès, ANAI) durch das Naturraumgesetz vom 30. Januar 1991 unter Schutz gestellt.
Am Strand der Cala Agulla befinden sich ein Restaurant und drei kleine Strandbarcontainer. Wie in den meisten Touristenzentren der Insel werden in der Saison Liegen und Sonnenschirme verliehen. Auch das Mieten von Tretbooten und die Teilnahme an Bananenfahrten sind möglich. Der Sandstrand fällt flach ins Meer ab mit weit vorgelagerten Sandbänken an einigen Stellen. Der Zugang erfolgt über Wege von der Siedlung Cala Agulla durch den Wald, der Straße Carrer de l’Agulla, die vom Hafen direkt zur Bucht führt, oder über eine Umgehungsstraße von Capdepera aus.

## Wanderungen
Nördlich der Badebucht Cala Agulla führt ein Wanderweg zur nicht weit entfernten Cala Moltó. Von Cala Moltó führt der Weg dann weiter zum Bergsattel Coll de Marina, von wo aus man verschiedene Ziele erreichen kann, darunter den Ort Cala Mesquida, sowie die Berge Puig de s’Àguila und Es Telégraf. Auf dem Gipfel des Es Telégraf befindet sich der historische Wachturm Talaia de Son Jaumell, dieser ist von der Badebucht Agulla gut auszumachen.